# (25142) Hopf
(25142) Hopf ist ein Asteroid des Hauptgürtels, der am 26. September 1998 vom italo-amerikanischen Astronomen Paul G. Comba am Prescott-Observatorium (IAU-Code 684) in Arizona, entdeckt wurde.
Der Asteroid wurde nach dem deutsch-schweizerischen Mathematiker Heinz Hopf (1894–1971) benannt, der ein Pionier der algebraischen Topologie war und ab 1931 eine Professur an der ETH Zürich innehatte.